# Crotalarieae
Crotalairieae es una tribu de plantas con flores perteneciente a la subfamilia Faboideae dentro de la familia Fabaceae.

## Géneros
- Aspalathus - Bolusia - Crotalaria - Lebeckia - Lotononis - Pearsonia - Rafnia - Robynsiophyton - Rothia - Spartidium - Wiborgia